# Àstrid Bergès-Frisbey
Àstrid Bergès-Frisbey (Barcelona, Spanyolország, 1986. május 26. –) francia–spanyol színésznő és modell.

## Fiatalkora
Àstrid Bergès-Frisbey Barcelonában, Spanyolországban született. Apja spanyol (pontosabban katalán), anyja francia. Szülei kétéves korában elváltak. Amikor ötéves lett, anyjával Franciaországba költöztek, egy La Rochelle közeli kisvárosba, Royanba. Az  iskolai színjátszókör tagja volt. 17 éves korában Párizsba költözött, hogy csontkovácsnak tanuljon. Hamarosan azonban rájött, inkább a színészi pályát választja. Felvették a neves párizsi Cours d'Art Dramatique René Simon színészképzőbe.

## Pályafutása
Első szerepét 2007-ben kapta a Sur le fil című tv-filmsorozatban, három rész erejéig. 2008-ban az Elles et moi minisorozat két epizódjában is játszhatott Danielle Darrieux mellett. Eztán néhány kisebb szerep következett, majd 2011-ben főszerephez jutott A kútásó lánya című filmben. Ebben az évben sikerült széleskörű ismertségre szert tennie, amikor megkapta Syrena szerepét A Karib-tenger kalózai 4. részében.
Ezt követően már sorra kérték fel több film főszerepére. 2013-ban a Juliette következett, 2014-ben A szem tükrében című romantikus drámában Sofit alakította. 2017-ben az Arthur király – A kard legendája című kalandfilmben ő játszotta a mágust, Jude Law és Djimon Hounsou partnereként.

## Filmográfia

### Film
| Év   | Magyar cím                                 | Eredeti cím                                 | Szerep            | Magyar hang     |
| ---- | ------------------------------------------ | ------------------------------------------- | ----------------- | --------------- |
| 2008 |                                            | Un barrage contre le Pacifique              | Suzanne           |                 |
| 2009 | Az első csillagos                          | La première étoile                          | Juliette          |                 |
| 2009 |                                            | Extase                                      | Jeanne            |                 |
| 2010 |                                            | Bruc. El desafío                            | Gloria            |                 |
| 2011 | A kútásó lánya                             | La fille du puisatier                       | Patricia Amoretti | Gáspár Kata     |
| 2011 | A Karib-tenger kalózai: Ismeretlen vizeken | Pirates of the Caribbean: On Stranger Tides | Syrena            | Sallai Nóra     |
| 2012 |                                            | El sexo de los ángeles                      | Carla             |                 |
| 2013 |                                            | Juliette                                    | Juliette Karsenty |                 |
| 2014 | A szem tükrében                            | I Origins                                   | Sofi              | Csuha Borbála   |
| 2015 |                                            | Alaska                                      | Nadine            |                 |
| 2017 | Arthur király – A kard legendája           | King Arthur: Legend of the Sword            | Mágus             | Bánfalvi Eszter |
| 2020 |                                            | L'Autre                                     | Marie             |                 |
| 2021 | A briliáns csel                            | Way Down                                    | Lorraine          | Földes Eszter   |

### Televízió
| Év   | Cím                                | Szerep                | Megjegyzések           |
| ---- | ---------------------------------- | --------------------- | ---------------------- |
| 2007 | Sur le fil                         | Marie Sertissian      | 3 epizód               |
| 2007 | Divine Émilie                      | Marquise de Boufflers | tévéfilm               |
| 2008 | Elles et moi                       | fiatal Isabel         | minisorozat (2 epizód) |
| 2009 | A halott királyné (La reine morte) | infánsnő              | tévéfilm               |
| 2021 | Capitain Marleau                   | Eva Sallaberry        | 1 epizód               |